# NGC 2484
NGC 2484 је лентикуларна галаксија у сазвежђу Рис која се налази на NGC листи објеката дубоког неба.
Деклинација објекта је + 37° 47' 12" а ректасцензија 7h 58m 28,1s. Привидна величина (магнитуда) објекта NGC 2484 износи 13,3 а фотографска магнитуда 14,3. NGC 2484 је још познат и под ознакама UGC 4125, MCG 6-18-4, CGCG 178-11, ARAK 148, PGC 22350.